# Antidiseño
El Antidiseño (también llamado Diseño radical o Contradiseño) fue una corriente principalmente arquitectónica desarrollada entre los años 1960 y 1970 en Europa, representado principalmente por el grupo inglés Archigram y los italianos Archizoom y Superstudio.  

## Descripción
Opuesto al racionalismo y a la primacía del diseño sobre la función social y cultural de la arquitectura, el antidiseño puso énfasis en el estudio de las necesidades de los individuos por sobre cualquier otra consideración. 
El pionero dentro de esta tendencia fue el grupo inglés Archigram (1961-1974), formado por Peter Cook, Warren Chalk, Ron Herron, Dennis Crompton, Michael Webb y David Greene. El nombre es una contracción de los términos ingleses Architecture y Telegram, y quería expresar la idea de que enviaban un nuevo mensaje al anquilosado mundo arquitectónico. Inspirados en la visión innovadora de arquitectos como Bruno Taut, Antonio Sant'Elia y Richard Buckminster Fuller, así como diversas obras teóricas como Teoría y diseño en la primera era de la máquina, de Reyner Banham (1960), este grupo creó una nueva perspectiva para la arquitectura del futuro, marcada por el reciclaje y la portabilidad, así como el predominio de la tecnología. Sus proyectos eran comercialmente inviables, por lo que quedaron en bocetos, planos y maquetas, aunque influyeron poderosamente en las nuevas generaciones de arquitectos.
Los grupos italianos Archizoom y Superstudio surgieron en Florencia en 1966. Archizoom debía su nombre a un explícito homenaje a Archigram, y estaba compuesto por Andrea Branzi, Gilberto Corretti, Paolo Deganello y Massimo Morozzi. Superstudio estaba formado por Adolfo Natalini, Piero Frasinelli y Cristiano Toraldo di Francia. Inspirados en el Art Nouveau, el art déco, el pop-art y el arte kitsch, realizaron una serie de diseños de tono irreverente que cuestionaban la funcionalidad y buen gusto del diseño anterior (como la Silla Mies, de 1969). También concibieron proyectos de ciudades utópicas del futuro, donde la tecnología liberaría al ser humano del trabajo manual.
Los tres grupos se disolvieron a mediados de los años 1970, aunque dejaron una clara impronta en los siguientes movimientos arquitectónicos: el high-tech recobró su pasión por la tecnología, y la arquitectura posmoderna continuó con su aversión al proyecto moderno racionalista. Su idea dinámica de los ambientes urbanos influyó igualmente en la obra de Rem Koolhaas, y su concepción de regeneración urbana fue retomada por los grupos West 8 (surgido en 1987) y Muf (nacido en 1993).
Otro grupo italiano en el ámbito del diseño radical es el formado por Piero Gatti, Cesare Paolini, Franco Teodoro, autores de la célebre e innovadora Silla Sacco (producida desde 1968 y todavía en producción), quienes empezaron su actividad en Turín en 1965.[cita requerida]